# Bevrijdingsmuseum Zeeland
Het Bevrijdingsmuseum Zeeland is een historisch museum gevestigd in Nieuwdorp, een plaats in de Nederlandse provincie Zeeland. Het museum heeft als voornaamste doel om de turbulente periode van de provincie tijdens de Tweede Wereldoorlog te belichten. Centraal in dit verhaal staat de indrukwekkende slag om de Schelde, een hevige confrontatie die plaatsvond in het najaar van 1944 tussen geallieerde en Duitse troepen. Deze slag draaide om de controle over de Westerschelde, een cruciale scheepvaartroute naar de eerder bevrijde haven van Antwerpen. De Slag om de Schelde is een vaak vergeten hoofdstuk in de geschiedenis, maar het had een doorslaggevende betekenis voor de latere bevrijding van West-Europa.
De expositie in het museum is opgezet als een reis door de geschiedenis, beginnend bij de opkomst van het fascisme en nazisme, en voortgaand naar het uitbreken van de Tweede Wereldoorlog. Het behandelt de invasie van Duitse troepen, de Jodenvervolging, het verzet, en uiteindelijk de bevrijding. Binnen de museumzalen zijn persoonlijke verhalen te lezen en stille getuigen van de oorlog in Zeeland te ontdekken.
Echter, de impact van oorlogsgeweld wordt niet enkel beperkt tot soldaten; ook burgers ondervonden de ellende, pijn, angst, en verdriet, wat nog altijd voelbaar is bij het aanschouwen van foto's en het lezen of beluisteren van getuigenissen.
Naast de verhalen van soldaten en burgers, belicht het museum ook de ervaringen van zeelieden van de koopvaardij tijdens de oorlogsjaren. Bovendien biedt het inzicht in de ervaringen van Nederlandse troepen die na de Tweede Wereldoorlog werden uitgezonden naar Nederlands-Indië.
De gecombineerde verhalen vormen het hart van het Bevrijdingsmuseum Zeeland, een plek die uitnodigt tot reflectie en leren uit het verleden voor een vreedzame toekomst. De lessen die kunnen worden getrokken uit de gebeurtenissen van de Tweede Wereldoorlog blijven relevant in de huidige tijd.

## Geschiedenis
Het museum is ontstaan uit de particuliere collectie van Kees Traas (1958). In 2001 is de collectie ondergebracht in een stichting. In 2006 kreeg de collectie een plek in een Zeeuwse boerderij. Op 30 oktober 2009 werd een uitbreiding geopend door prinses Margriet. Een tweede uitbreiding volgde in 2019.

## Uit de collectie

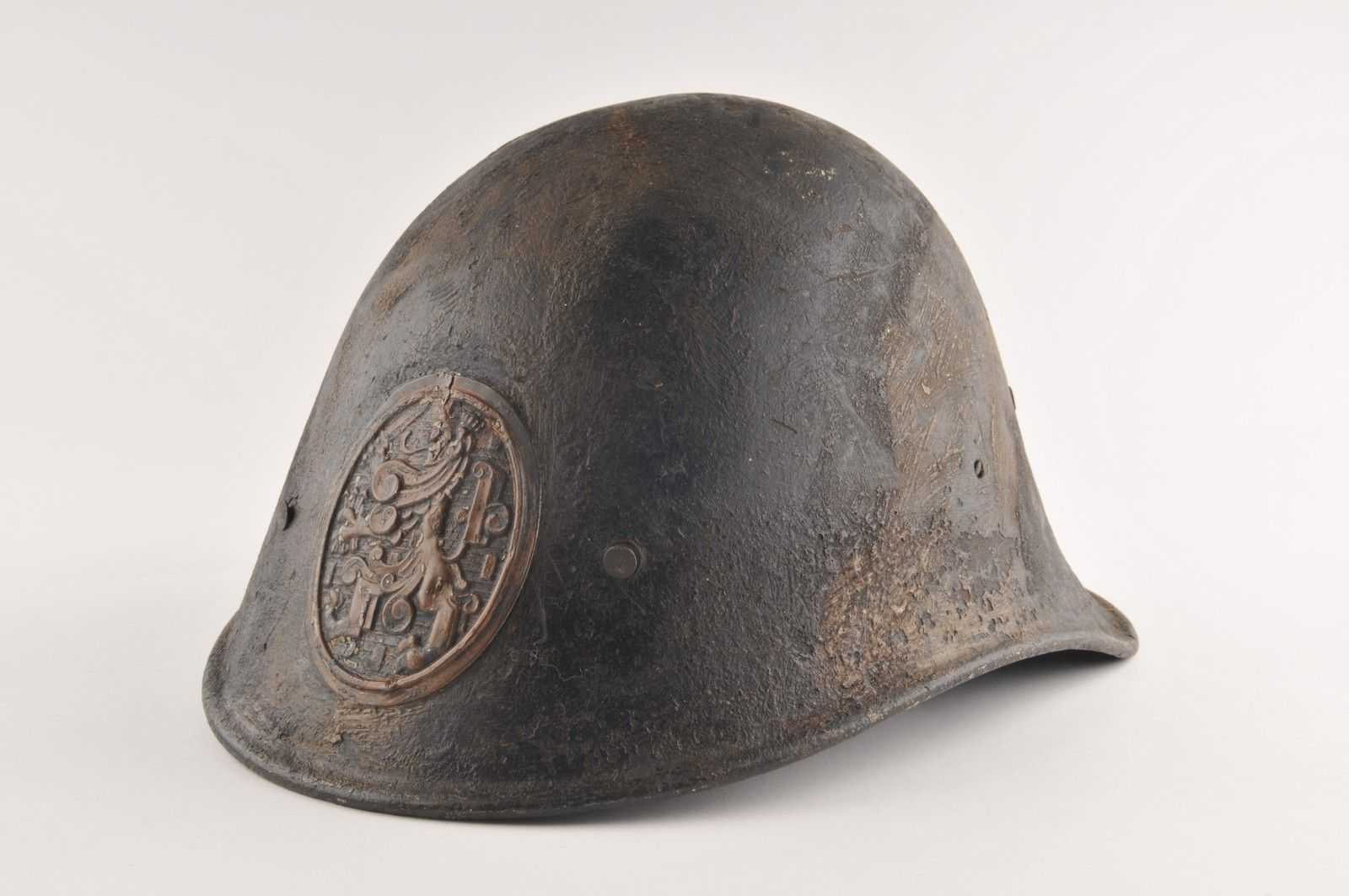
Foto van een gecamoufleerde Nederlandse helm, gevonden als achtjarige door Jan Verschilling in Middelburg na de capitulatie in mei 1940. Tijdens de meidagen werd de woning in Middelburg gevorderd door Nederlandse militairen, waardoor de familie elders onderdak moest zoeken. Bij terugkomst na de capitulatie, vond Jan deze helm tegenover zijn huis in een sloot.
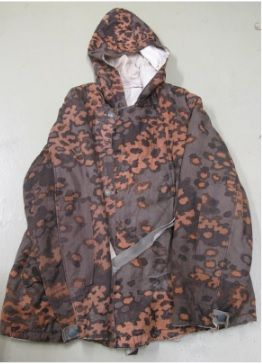
Foto van een Duitse Waffen-SS winterjas. De jas werd na de bevrijding van Zeeland geruild voor een Amerikaanse leren pilotenjas. Deze ruil vond plaats tussen een Canadese majoor en een Amerikaanse piloot, die op 18 september 1944 gecrasht was en vervolgens onderdook in Zeeland. De piloot kreeg tijdens zijn onderduik hulp van de groep Griep.
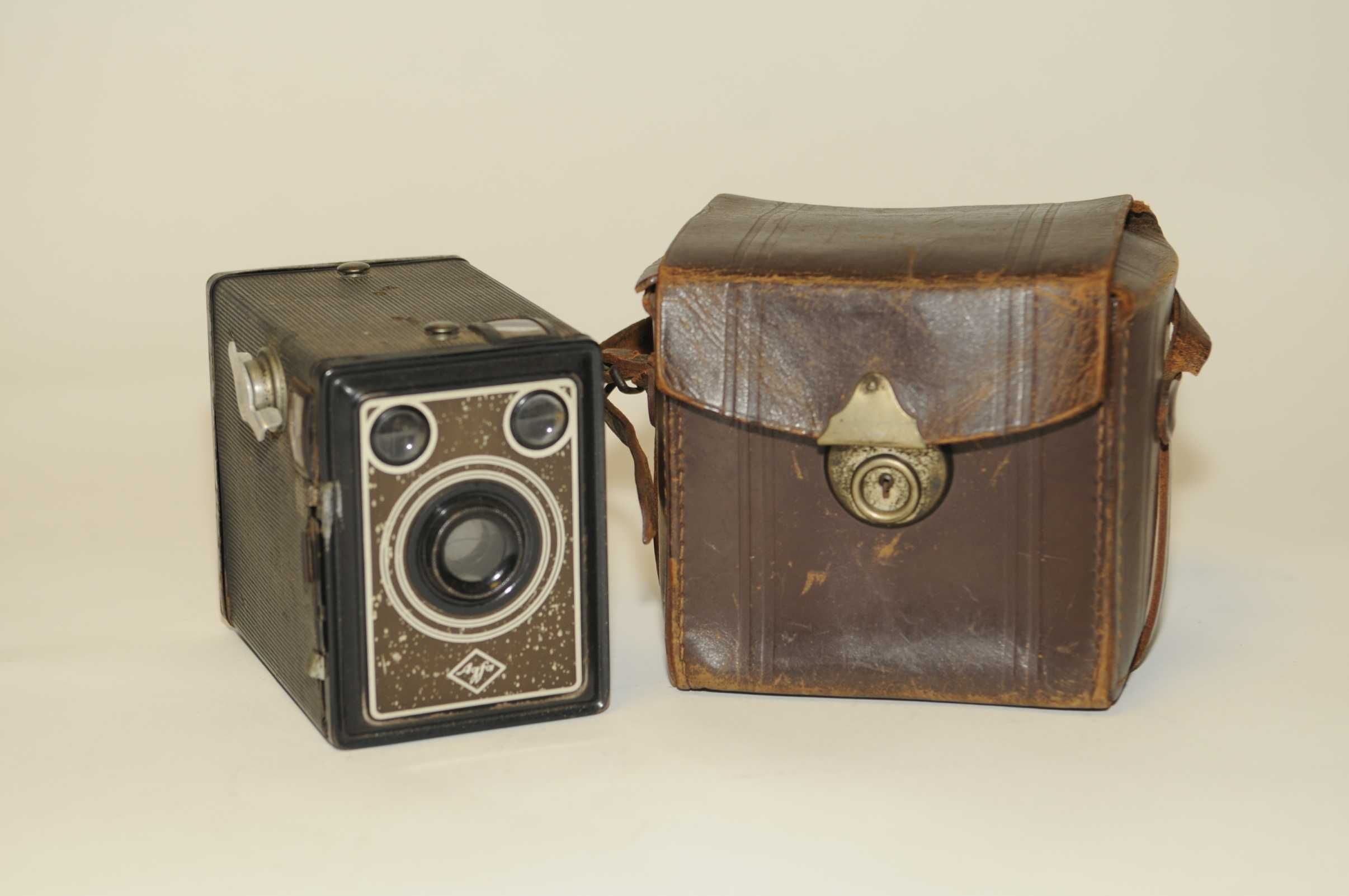
Foto van een fototoestel, wat gebruikt werd door Jos de Ligny om in Serooskerke (Zeeland) foto's te maken van de Duitse V2 raketten tijdens de zomer van 1944. Met dit toestel maakte ze ook foto's van Duitse stellingen, verdedigingswerken en voertuigen, welke via het verzet naar Engeland werden verstuurd. De V2 raketten werden vanaf mobiele lanceereenheden afgevuurd richting bijvoorbeeld Londen; er werden meer dan 3000 raketten afgevuurd. Wanneer steeds meer gebieden bevrijd werden, verschoof het doel van de V2's ook naar het Europese vasteland. Na Londen was Antwerpen het grootste doelwit van V2 raketten. De raketten werden gemaakt door dwangarbeiders onder gevaarlijke omstandigheden, waarbij velen omkwamen. De ontwerper, Wernher von Braun, werd na de Tweede Wereldoorlog ingezet bij het Amerikaanse raketprogramma.
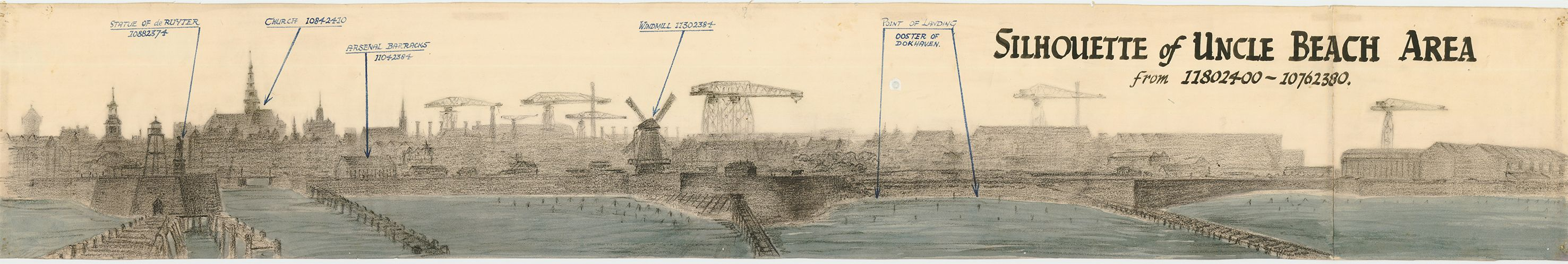
Foto van een kaart, welke de kustlijn van Vlissingen toont met enkele coördinatiepunten. Hier landde geallieerde troepen op Uncle Beach tijdens operatie Infatuate - onderdeel van de Slag om de Schelde - op 1 november 1944. Voor de aanval bombaarde de RAF verschillende dijken, waardoor grote delen van Walcheren onder water kwamen te staan. Het doel van deze inundaties was om het de ontzettend sterke Duitse verdediging moeilijker te maken en leverde een lastig gevechtsterrein op waardoor amfibische voertuigen noodzakelijk waren.

## Standbeeld
Op 26 oktober 2024 werd bij het museum een standbeeld onthuld van de herdershond Rifleman Khan, die tijdens de Slag om de Schelde zijn baas uit het water redde. Leden van zijn Schotse legercorps waren voor de onthulling Het Kanaal overgestoken.